# Бобота
Бобота (рум. Bobota) — село у повіті Селаж в Румунії. Адміністративний центр комуни Бобота.
Село розташоване на відстані 416 км на північний захід від Бухареста, 30 км на північний захід від Залеу, 92 км на північний захід від Клуж-Напоки.

## Населення
За даними перепису населення 2002 року у селі проживали 1483 особи.
Національний склад населення села:
| Національність | Кількість осіб | Відсоток |
| -------------- | -------------- | -------- |
| румуни         | 1453           | 98,0%    |
| угорці         | 25             | 1,7%     |

Рідною мовою назвали:
| Мова      | Кількість осіб | Відсоток |
| --------- | -------------- | -------- |
| румунська | 1455           | 98,1%    |
| угорська  | 25             | 1,7%     |